# Илюхин, Пётр Иванович
Пётр Иванович Илюхин (15 июня 1924, Архангельское, Тульская губерния — 1997, Плавск, Тульская область) — советский хозяйственный, государственный и политический деятель, Герой Социалистического Труда.

## Биография
Родился в 1924 году в селе Архангельское (ныне — в Щёкинском районе Тульской области). Член КПСС.
С 1938 года — на хозяйственной, общественной и политической работе. В 1938—1996 гг. — ученик слесаря на заводе в Туле, работник сельхозартели деревни Малая Ивановка Плавского района, участник Великой Отечественной войны, агроном, бригадир, председатель колхоза «Вперёд, к коммунизму!» («Родина») Плавского района Тульской области.
Указом № УП — 719 Президента СССР Михаила Сергеевич Горбачёва «О присвоении звания Героя Социалистического Труда тов. Илюхину П. И.» от 12 сентября 1990 года «за достижение высоких результатов в производстве и продаже государству сельскохозяйственной продукции, большой личный вклад в решение социальных вопросов» удостоен звания Героя Социалистического Труда с вручением ордена Ленина и золотой медали «Серп и Молот».
Заслуженный работник сельского хозяйства РСФСР.
Умер в Плавске в 1997 году.